# Plavo zvonce
Plavo zvonce  (zumbulolika; lat. Hyacinthoides) biljni rod iz porodice šparogovki. Pripada mu desetak vrsta lukovičastih trajnica iz zapadne Europe, Apeninskog i Iberskog poluotoka i sjeverozapadne Afrike. U Hrvatskoj raste jedino H. hispanica.
Hrvatski nazivi ovog roda su zumbulolika  i plavo zvonce.

## Vrste
1. Hyacinthoides aristidis (Coss.) Rothm.
2. Hyacinthoides cedretorum (Pomel) Dobignard
3. Hyacinthoides ciliolata (Pomel) Rumsey
4. Hyacinthoides flahaultiana (Emb.) Dobignard
5. Hyacinthoides hispanica (Mill.) Rothm.; španjolska zumbulolika,jedina vrsta u Hrvatskoj.
6. Hyacinthoides italica (L.) Rothm.
7. Hyacinthoides kroumiriensis El Mokni, Domina, Sebei & El Aouni
8. Hyacinthoides lingulata (Poir.) Rothm.
9. Hyacinthoides mauritanica (Schousb.) Speta
10. Hyacinthoides non-scripta (L.) Chouard ex Rothm.; zečje zvonce
11. Hyacinthoides paivae S.Ortiz & Rodr.Oubiña
12. Hyacinthoides reverchonii (Degen & Hervier) Speta
13. Hyacinthoides ×massartiana Geerinck